# Sajókeresztúr
Sajókeresztúr község Borsod-Abaúj-Zemplén vármegyében, a Miskolci járásban.

## Fekvése
Miskolctól északra, Szirmabesenyő és Sajóecseg között fekszik. Közigazgatási területén áthalad a 26-os főút, de csak a külterületen, a községnek gyakorlatilag a teljes belterülete a főúttól keletre terül el. Közúti elérését a 26-osból, annak a 7+650-es kilométerszelvénye közelében kiágazó 26 141-es út (települési nevén Petőfi utca, majd Szegfű utca) biztosítja.

## Története
Az őskortól lakott település.
Egyike azoknak a Sajó menti, Bükk-vidéken található településeknek, amelyeket a 13–14. században a szőlőművelés, a bortermelés és a kereskedelem indított el a mezővárosi fejlődés útján. Első írásos említése a Miskolc nemzetség birtokainak összeírásából, a 14–15. századból származik Kerestwr formában. Nevét egyházáról kapta, amit a pápai tizedlajstromok ecclesia Sancte Crucisként említettek.
A 16. században az egyik legjelentősebb felvidéki birtokos család, a Bebekek tulajdona volt. A 17. században mezővárosi rangot kapott. Sokat szenvedett a török idők alatt, a lakosság mégis megmaradt benne. A település újkori történetében szerepet kapott a nyugati határában létesített Borsodi Ércelőkészítő Mű (későbbi nevén BEM Borsodi Érc, Ásvány és Nyersanyag Feldolgozó Mű Zrt.), aminek területén ma járműipari cég tervezi új üzemét, a terület rekultivációját követően.

## Közélete

### Polgármesterei
- 1990–1994: Mátó István (független)[3]
- 1994–1998: Mátó István (független)[4]
- 1998–2002: Mátó István (független)[5]
- 2002–2006: Mátó István (független)[6]
- 2006–2010: Kollár Miklós (független)[7]
- 2010–2014: Kollár Miklós (független)[8]
- 2014–2019: Kollár Miklós (független)[9]
- 2019–2024: Kollár Miklós (független)[10]
- 2024– : Kollár Miklós (független)[1]

## Népesség
A település népességének változása:
| Lakosok száma | 1507 | 1492 | 1483 | 1429 | 1517 | 1537 | 1512 |
|               | 2013 | 2014 | 2015 | 2021 | 2022 | 2023 | 2024 |

2001-ben a település lakosságának 97%-a magyar, 3%-a cigány nemzetiségűnek vallotta magát.
A 2011-es népszámlálás során a lakosok 86,7%-a magyarnak, 4,6% cigánynak, 0,5% németnek mondta magát (13,3% nem nyilatkozott; a kettős identitások miatt a végösszeg nagyobb lehet 100%-nál). A vallási megoszlás a következő volt: római katolikus 30%, református 28%, görögkatolikus 5,9%, evangélikus 1,2%, felekezeten kívüli 9,2% (24,9% nem válaszolt).
2022-ben a lakosság 92%-a vallotta magát magyarnak, 3,7% cigánynak, 0,3% németnek, 0,2% szlováknak, 0,1% ukránnak, 0,1% horvátnak, 1,4% egyéb, nem hazai nemzetiségűnek (7,9% nem nyilatkozott; a kettős identitások miatt a végösszeg nagyobb lehet 100%-nál). Vallásuk szerint 22,5% volt római katolikus, 21% református, 5,7% görög katolikus, 0,4% egyéb keresztény, 0,3% evangélikus, 10% felekezeten kívüli (39,9% nem válaszolt).

## Nevezetességei
- Római katolikus templom
- Református templom
- Sajókeresztúri halastó